# Alfred Mathieu Giard

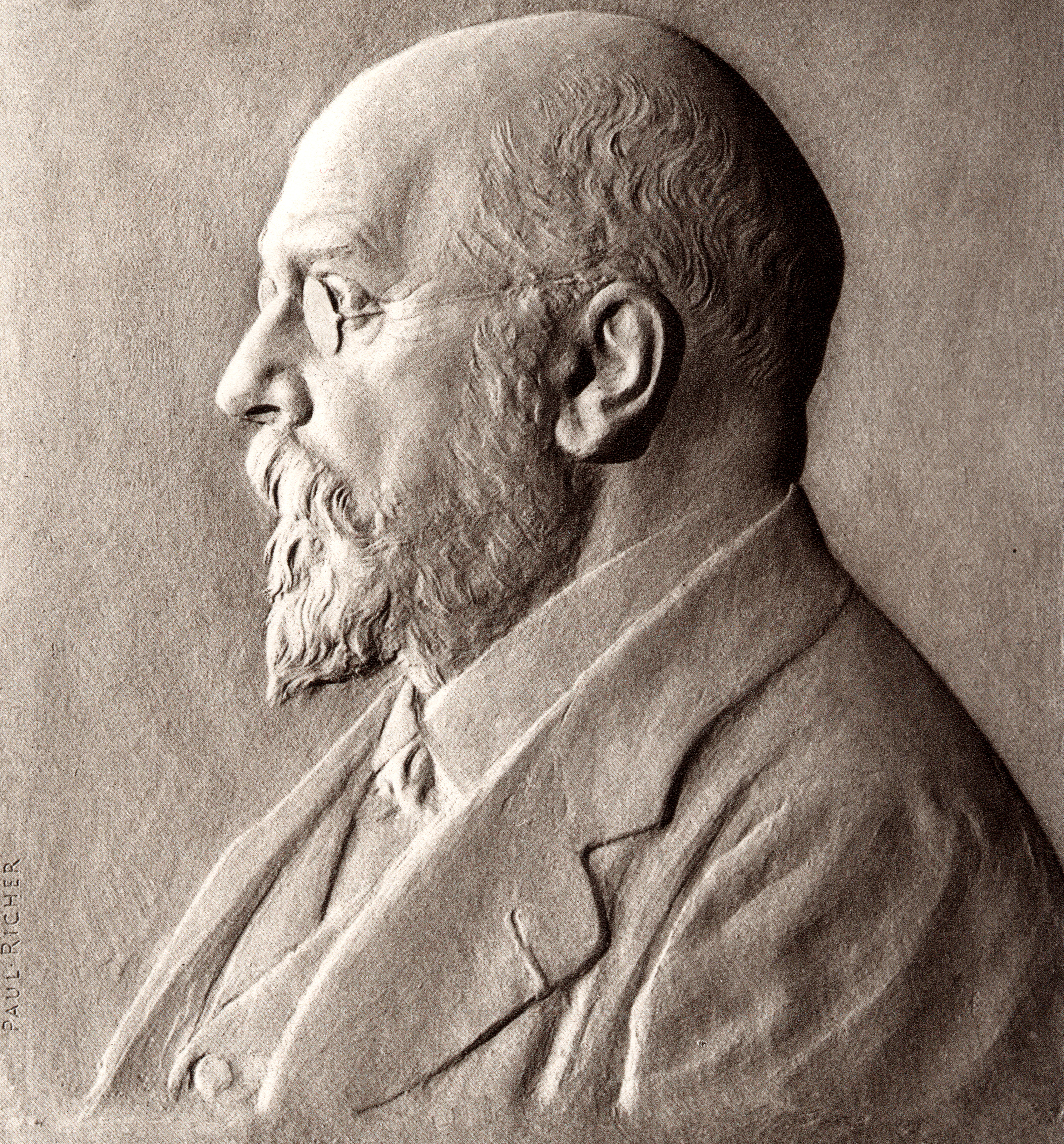
Alfred Giard
von Paul Richer (1849–1933).

Alfred Mathieu Giard (* 8. August 1846 in Valenciennes, Frankreich; † 8. August 1908 in Orsay, Frankreich) war ein französischer Biologe an der Universität Lille I und École centrale de Lille und Politiker.
Im Jahr 1900 wurde er Mitglied der Académie des sciences. 1901 wurde er als assoziiertes Mitglied in die Académie royale des Sciences, des Lettres et des Beaux-Arts de Belgique sowie als korrespondierendes Mitglied in die Russische Akademie der Wissenschaften in Sankt Petersburg aufgenommen. Nach ihm und Vilém Dušan Lambl ist Giardia lamblia, der Erreger der Lambliasis, benannt. Zudem ist er alleiniger Namensgeber für den Giard Point, einer Landspitze der Anvers-Insel in der Antarktis.
Von 1882 bis 1885 saß er als Deputierter von Valenciennes in der französischen Abgeordnetenkammer, wo er den Fraktionen der extremen Linken und der radikalen Linken angehörte.